# Serhij Drozdow
Serhij Semenowycz Drozdow (ukr. Сергій Семенович Дроздов, 24 lutego 1962 w Czernihowie) – ukraiński wojskowy, generał pułkownik, dowódca Sił Powietrznych (2015–2021).

## Życiorys
20 lipca 2015 roku prezydent Ukrainy Petro Poroszenko podpisał dekret mianujący Serhija Drozdowa dowódcą Sił Powietrznych Sił Zbrojnych Ukrainy, stało się to po przywróceniu go do czynnej służby w tym samym roku – w 2014 roku został bowiem przeniesiony do rezerwy w ramach lustracji resortu obrony. Niecały miesiąc po objęciu funkcji udał się z trzydniową wizytą roboczą do Gruzji, gdzie spotkał się z szefem Sztabu Generalnego Gruzińskich Sił Zbrojnych Vakhtangiem Kapanadze, głównym tematem rozmów miały być doświadczenia wyniesione z wojny rosyjsko-gruzińskiej.
Jako dowódca lotnictwa ukraińskiego Drozdow zaangażował się w jego modernizację. Zdecydował między innymi o wdrożeniu bezzałogowców produkcji tureckiej Bayraktar TB2, publicznie podkreślał również konieczność nabywania różnych typów nowoczesnego uzbrojenia oraz doskonalenia kadr. W sierpniu 2016 roku oświadczył natomiast, że Zakład Lotniczy Antonow ma wyprodukować ukraiński samolot typu AWACS na bazie modelu An-178.
W lipcu 2019 roku złożył wizytę w Brazylii, gdzie spotkał się z dowódcą Brazylijskich Sił Powietrznych Antonio Carlosem Morettim Bermudezem. Wizyta ta była wynikiem ukraińskiego zainteresowania nabyciem brazylijskich samolotów przeciwpartyzanckich Embraer EMB 314 Super Tucano mających być używanymi do patrolowania obszarów kontrolowanych przez prorosyjskich separatystów i siły rosyjskie.
25 września 2020 roku w Czuhujewie doszło do katastrofy wojskowego samolotu An-26 w której zginęło 25 żołnierzy, a jeden zmarł od odniesionych ran. W październiku przedstawiciele Państwowego Biura Śledczego poinformowali, że Drozdow jest jednym z podejrzanych o niedopełnienie obowiązków, wraz z nim dowódca jednostki wojskowej i kierujący lotami w tej jednostce.
9 sierpnia 2021 roku prezydent Wołodymyr Zełenski zastąpił go na pełnionym stanowisku Mykołą Ołeszczukiem.
W 2022 roku, po pełnoskalowej inwazji rosyjskiej emerytowany Drozdow postanowił powrócić do aktywnej służby. Zaangażował się również w budowę społecznego poparcia dla sprawy ukraińskiej, między innymi apelując o dostarczenie Ukrainie nowoczesnych samolotów.

## Galeria

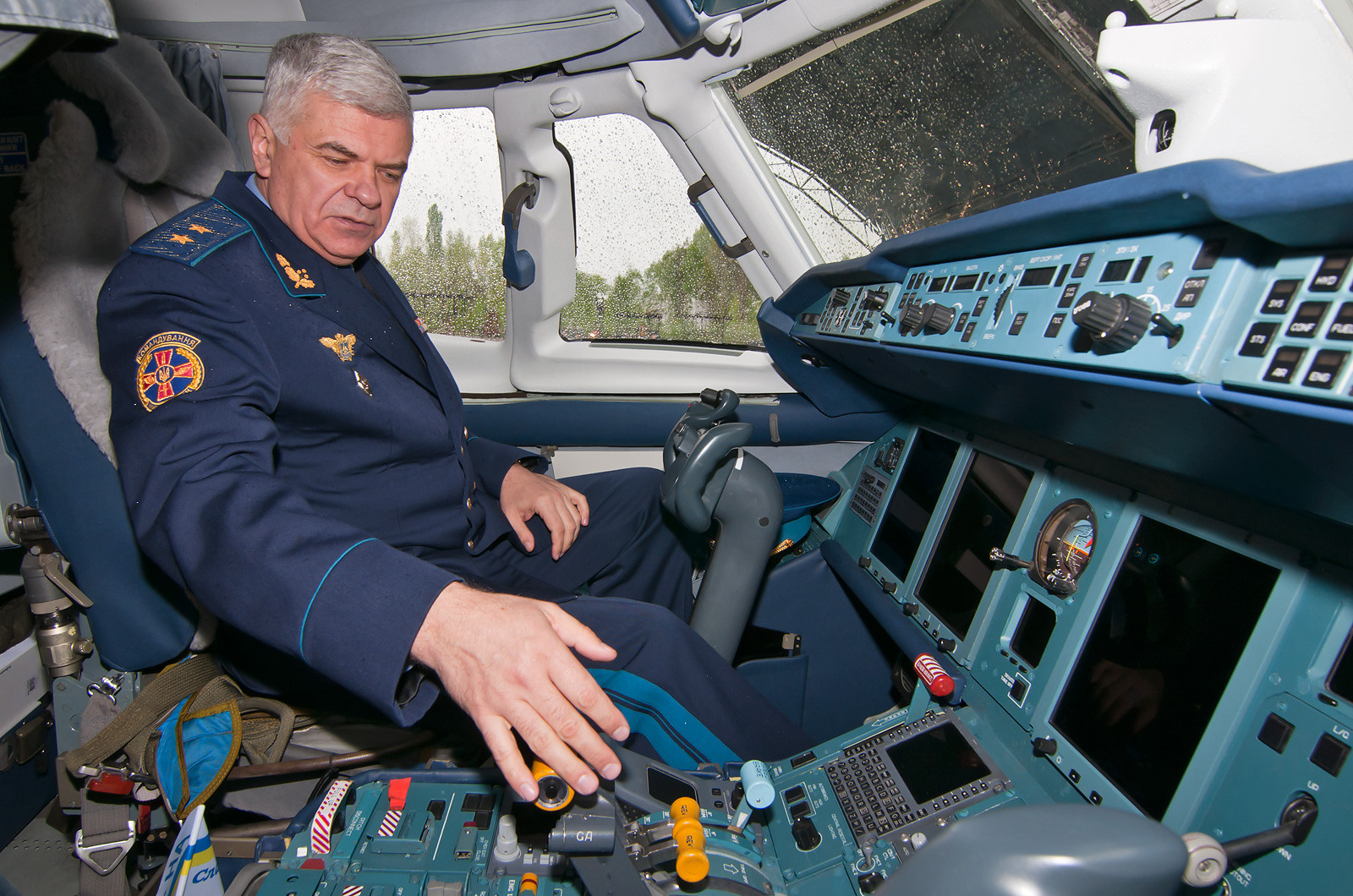
Drozdow w kokpicie samolotu An-178, 2015 rok
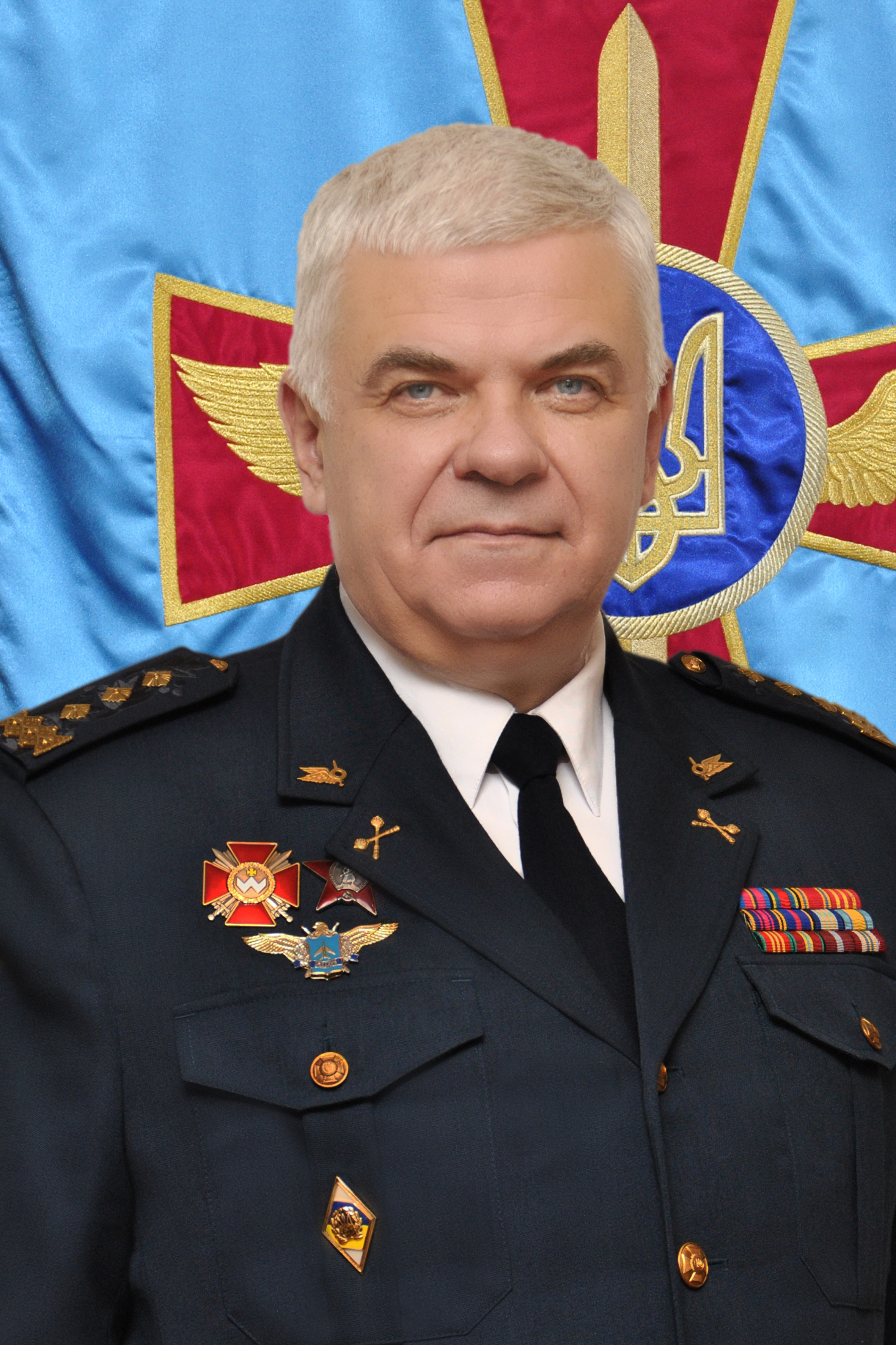
Oficjalny portret wykonany w 2016 roku
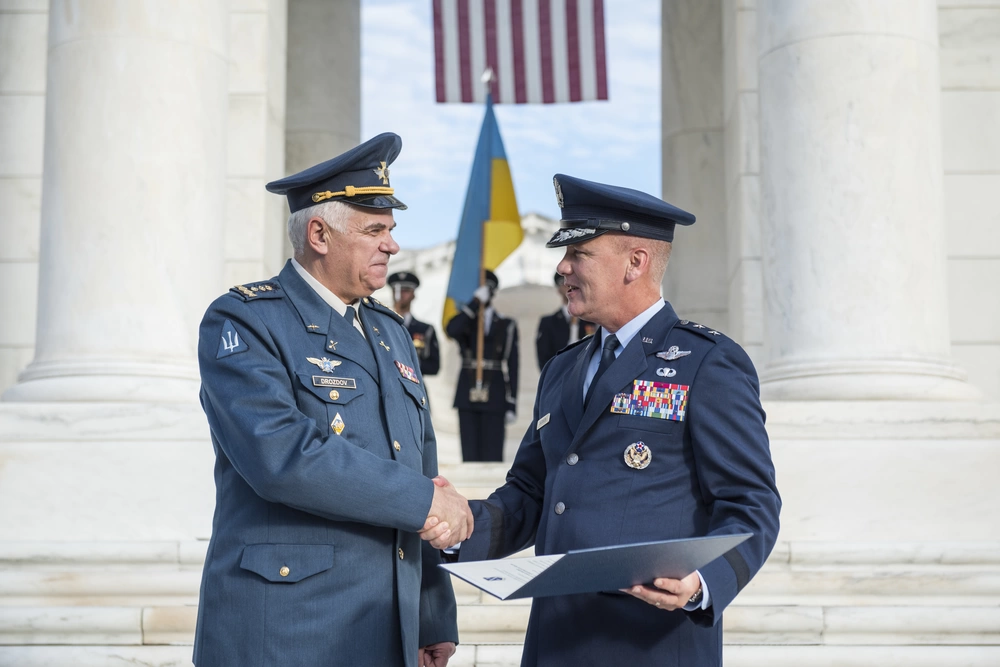
Drozdow oraz generał major James A. Jacobson, dowódca Dystryktu Sił Powietrznych Waszyngtonu podczas składnia wieńców pod Grobem Nieznanych Żołnierzy w Arlington, 2018 rok
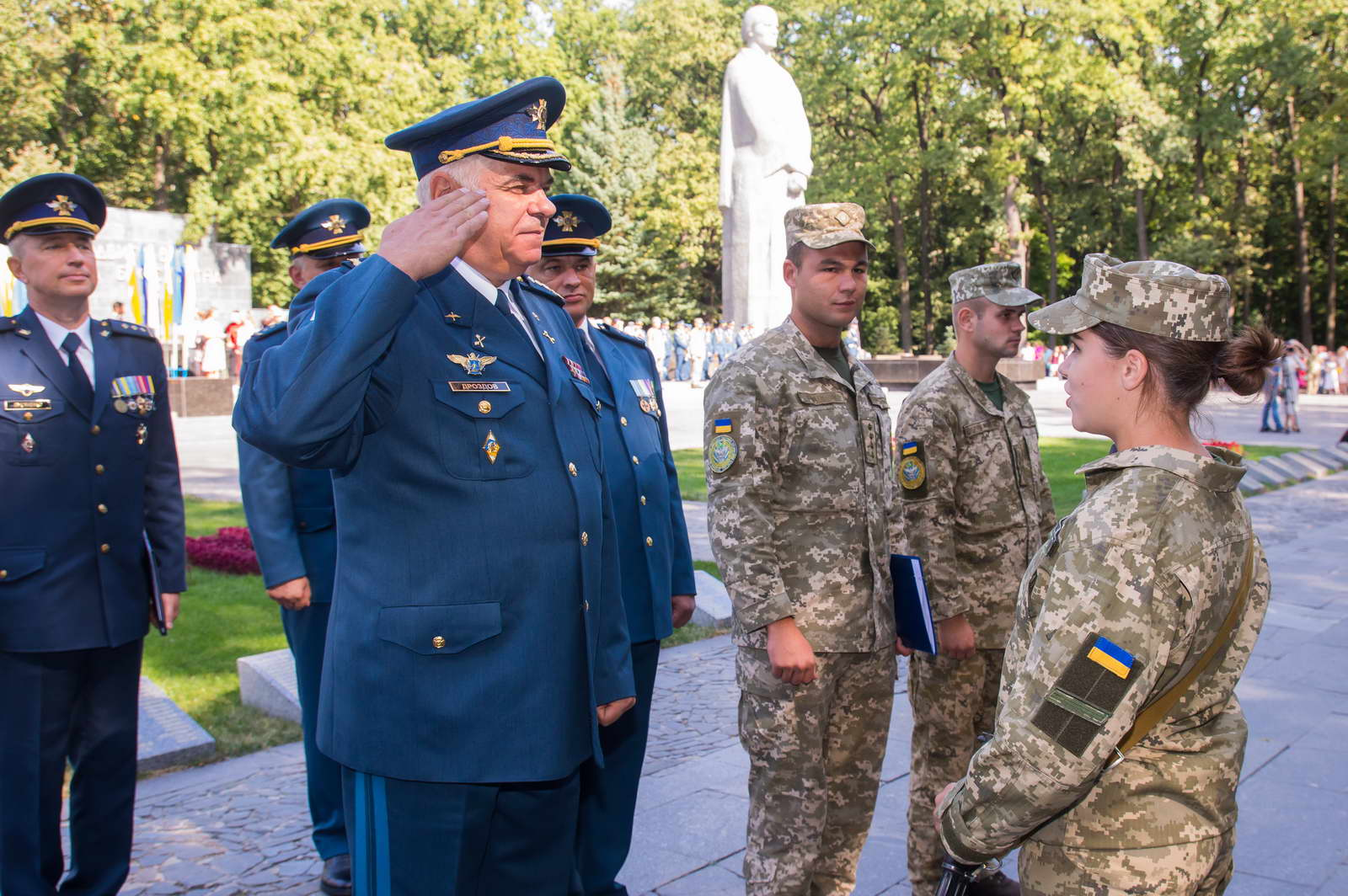
Drozdow na ceremonii przysięgi słuchaczy Charkowskiego Narodowego Uniwersytetu Sił Powietrznych im. Iwana Kożeduba, 2018 rok
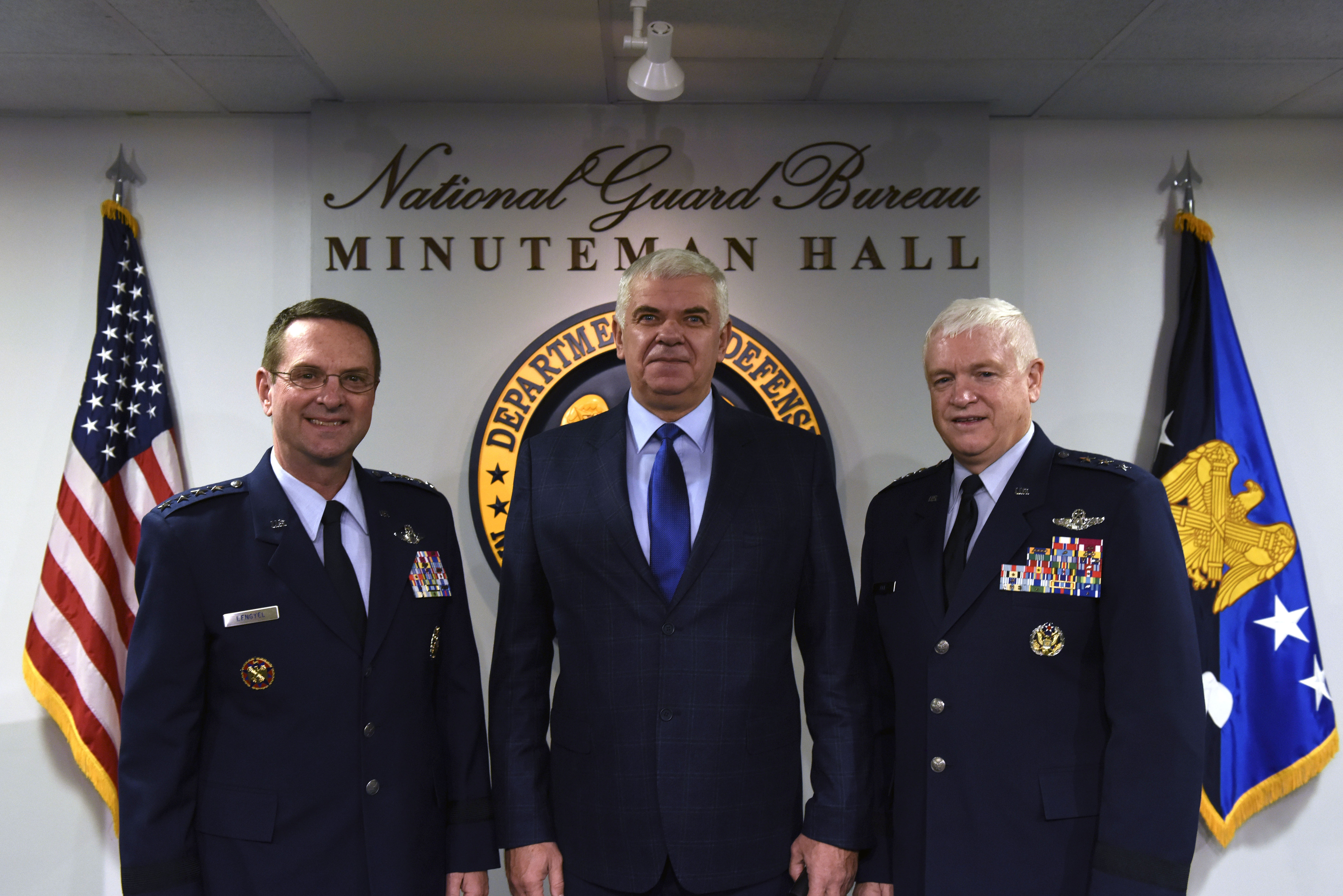
Z Josephem Lengyelem, szefem Biura Gwardii Narodowej i L. Scottem Ricem, dyrektorem Powietrznej Gwardii Narodowej w Pentagonie, 2018 rok
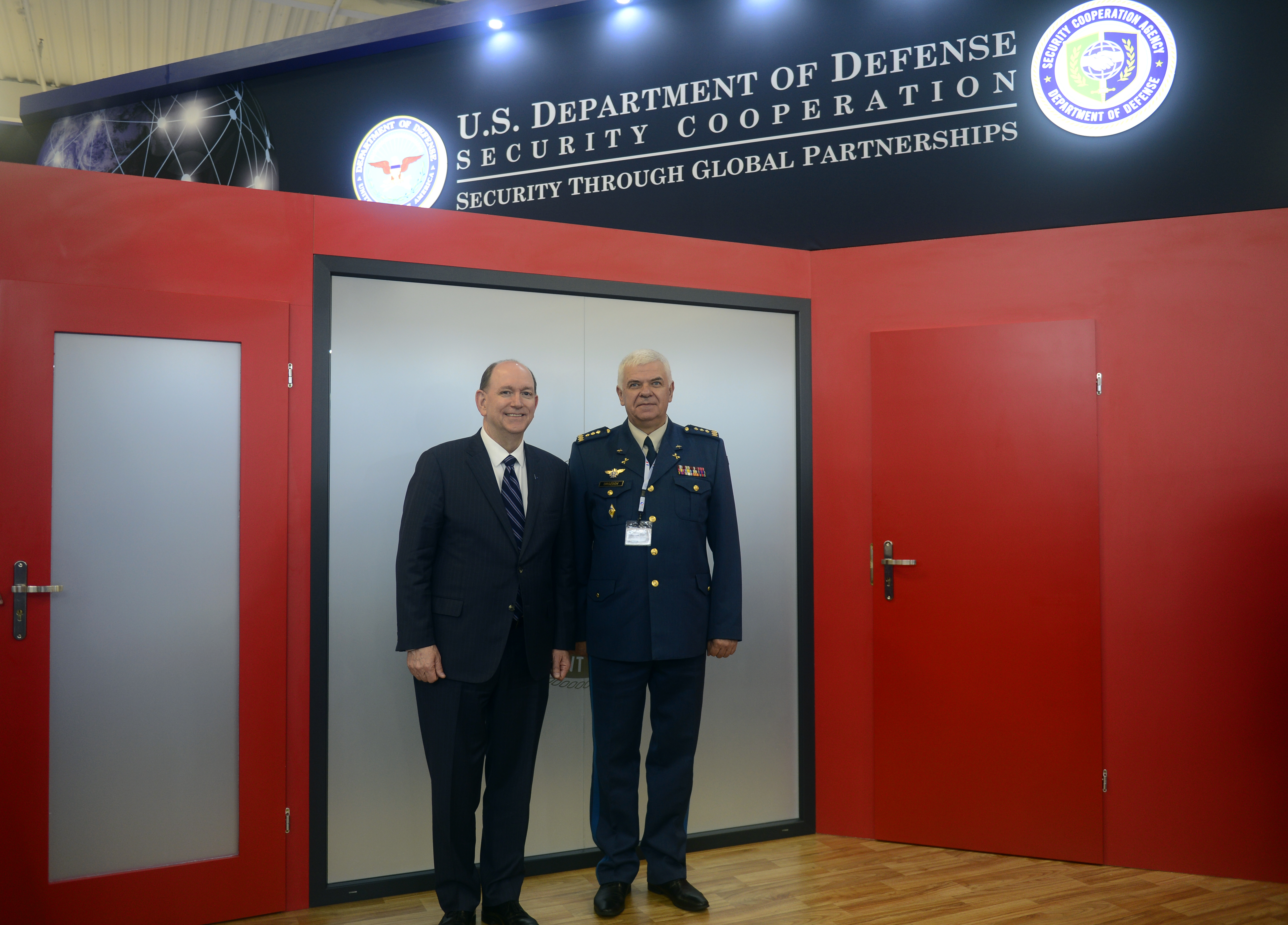
Przed bilateralnym spotkaniem z pełniącym obowiązki sekretarza lotnictwa USA Matthew Donovanem na Międzynarodowym Salonie Lotniczym w Paryżu, 2019 rok
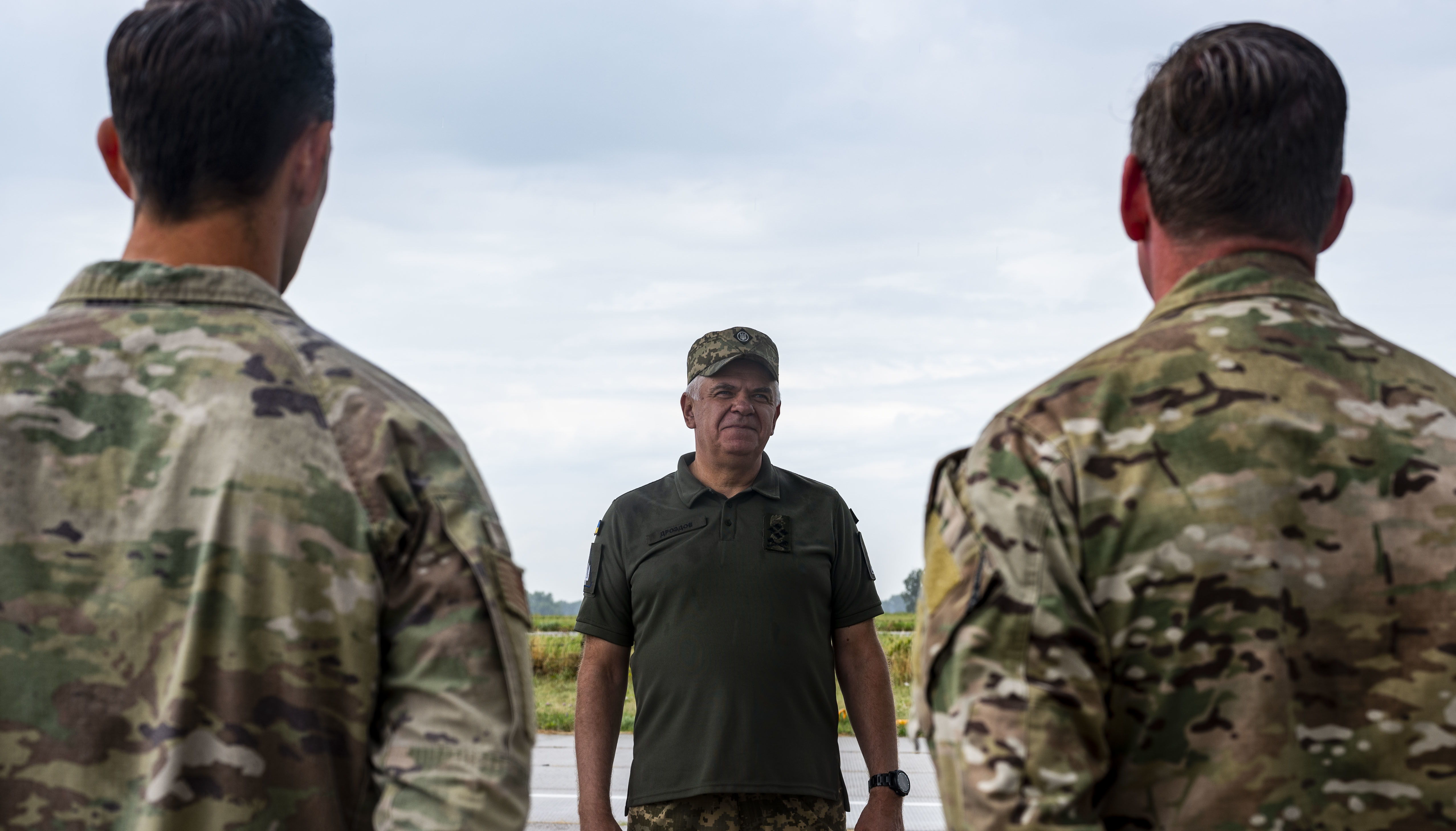
Drozdow wita lotników z 352 Skrzydła Specjalnego wizytujących Winnicę, 2021 rok